# 4TP
4TP (PZInż.140) - прототип польського легкого танка, розроблений до початку Другої світової війни.

## Історія

### Розробка
На початку 1930-х років польська бронетехніка вимагала кардинальних змін. Основне озброєння складали застарілі французькі танки, бронеавтомобілі та танкетки. У Польщі розгорілася гостра танкова криза. Військові зажадали терміново вирішити проблему, і дали завдання інженерам вивчити танки інших держав та на основі досконаліших розробити власні зразки.
Тим часом в Англії інженерами Карденом і Ллойдом випускалися танки, які за більшістю показників перевершували інші танки англійського виробництва. Англійські інженери зацікавилися проблемою Польщі, і в 1932 провели демонстрацію своїх розробок. Полякам продемонстрували легкий танк Карден-Лойд, артилерійський тягач та танк-амфібію Vickers-Carden-Loyd Amphibian . Начальник конструкторського відділу ОВТ Тадеуш Коссаковський запропонував закупити для детального ознайомлення один танк-амфібію та чотири легкі танки «Карден-Лойд», але у держави не виявилося грошей на їх закупівлю, і польські військові вирішили самостійно створити танки на їх основі.
Створенням танків зайнявся Державний машинобудівний завод (пол. Państwowe Zakłady Inżynierii, скор. PZInż ). Головним конструктором став Едвард Хабіх . Спираючись на англійську схему, пропонувалося створити єдину базу для розвідувального танка, плаваючого танка та тягача. Розвідувальний танк отримав заводський індекс PZInż 140, плаваючий - PZInż.130, трактор - PZInż.152. Надалі розроблене шасі було запропоновано для проєктування САУ PZInż.160.
16 грудня 1936 року дослідження були завершені, представлені детальними проєктами та включені до «Багаторічної програми модернізації бронетанкових сил Війська Польського на 1936-1942 роки». Цю програму схвалив Комітет озброєнь і техніки Міністерства військових справ (KSUS) (пол. Komitet do Spraw Uzbrojenia i Sprzętu Ministerstwa Spraw Wojskowych). План полягав у тому, що PZInż.140 передбачалося спорядити 18 розвідувальних рот.

### Випробування
15 серпня 1937 року прототип був переданий польським військовим. На початку листопада прототип взяв участь у так званому «Хербстраллі». Був проведений тест-драйв 1861 км по Польщі. Серед іншого в цьому ралі також брав участь плавучий танк PZInż.130 та трактор PZInż. 152, який має те саме шасі, що й PZInż. 140. Під час випробовувань танк виявився надійним, оскільки був простим в обслуговуванні. У 1938 році випробування продовжилися. У червні/липні того ж року PZInż.140 випробували з прототипом 20-мм автоматичної гармати wz.38 FK-A . Скликана комісія експертів оцінила танк як «сучасну та вдалу конструкцію, яка після кількох невеликих удосконалень була готова до серійного виробництва». Основною проблемою була підвіска, яка була надійною і еластичною, але занадто м'якою для танка. Через це він кілька разів похитнувся, що унеможливило ефективну стрільбу за кермом. Матеріали також були не надто міцними, що призвело до відламування шківів. Коробка передач також мала проблеми. Проте всі ці недоліки були пов’язані з матеріалами, використаними в прототипі, і могли бути легко усунені в серійному виробництві.
У травні 1939 року відбулися останні випробування прототипу. Всього танк пройшов без серйозних поломок 4300 км, однак у серійне виробництво танк не пішов. Польський генштаб дійшов висновку, що після прийняття танка на озброєння його конструкція вже не відповідатиме вимогам майбутнього бойового поля. До такого висновку прийшов, в тому числі, аналіз танкових боїв громадянської війни в Іспанії. Завдання бойової розвідки повинні виконувати більш озброєні і броньовані легкі танки типу 7ТР. 

### Модифікація
У ході проєктування також розглядався проєкт озброєння танка 37-мм гарматою у вежі у формі граненої призми під позначенням PZInż 180. З огляду на мінімальний екіпаж з'ясувалась неможливість командира ефективно справлятися одночасно з командуванням та обслуговуванням 37-мм гармати, і проєкт був відхилений.

## У масовій культурі
В онлайн грі World of Tanks є легким танком першого рівня. На вибір присутні 20-мм кулемет та 37-мм гармата.